# Herbert Anderson
Herbert Anderson (Oakland, Californië, 30 maart 1917 - Palm Springs, Californië, 11 juni 1994) was een Amerikaans acteur. Hij vooral bekend van zijn rol als Henry Mitchell in de sitcom Dennis the Menace.

## Carrière
Na enkele kleine rollen gespeeld te hebben in films van Warner Bros., brak Anderson in 1941 door in film Navy Blues. Hij acteerde ook geregeld in Broadway shows, zoals The Caine Mutiny Court-Martial. He speelde tevens in de verfilming van deze musical en was daarmee de enige die in beide versies optrad. Verder speelde hij veel gastrollen in
televisieseries, waaronder The Brady Bunch and The Bing Crosby Show.
In 1982 stopte Anderson met acteren na een hartoperatie te zijn ondergaan. Hij stierf op 11 juni 1994 ten gevolge van complicaties van een hartaanval.

## Persoonlijk leven
Anderson was getrouwd met Mary Anderson. Zij hadden samen twee kinderen.